# Капутин, Сергей Алексеевич
Сергей Алексеевич Капутин (22 августа 1983) — российский футболист, играл на позиции защитника.

## Клубная карьера
24 апреля 2001 года в домашнем матче 1-го тура Второго дивизиона против подольского Витязя, выйдя в стартовом составе дебютировал за «Фабус», после перерыва его заменил Дмитрий Серёжкин. В «Фабусе» поиграл до 2002 года. С 2003 по 2004 годы выступал за казахстанский «Тобол» Костаная. В 2006 году перешёл в «Нефтехимик» из Нижнекамска. Летом 2007 году перебрался в казахстанский «Кайрат». В феврале 2009 года находился на просмотре в клубе первого дивизиона России ФК «Нижний Новгород».

## Достижения

### Командные
«Тобол»
Серебряный призёр Чемпионата Казахстана: (1)
- 2003